# Schlacht bei Château-Thierry
Frühjahrsfeldzug 1813
Lüneburg – Möckern – Halle – Großgörschen – Gersdorf – Bautzen – Reichenbach – Nettelnburg – Haynau – Halberstadt – Luckau
Herbstfeldzug 1813

Großbeeren – Katzbach – Dresden – Hagelberg – Kulm – Dennewitz – Göhrde – Altenburg – Wittenberg – Wartenburg – Liebertwolkwitz – Leipzig – Torgau – Hanau – Hochheim – Danzig
Winterfeldzug 1814

Épinal – Colombey – Brienne – La Rothière – Champaubert – Montmirail – Château-Thierry – Vauchamps – Mormant – Montereau – Bar-sur-Aube – Soissons – Craonne – Laon – Reims – Arcis-sur-Aube – Fère-Champenoise – Saint-Dizier – Claye –  Paris
Sommerfeldzug von 1815

Quatre-Bras – Ligny – Waterloo – Wavre – Paris
Die Schlacht bei Château-Thierry war eine Schlacht des Sechs-Tage-Feldzuges der Befreiungskriege. Die Schlacht fand am 12. Februar 1814 bei Château-Thierry an der Marne in Frankreich statt. Sie wurde ausgetragen zwischen einer französischen Armee unter dem Kommando Napoleons und einem Kontingent der Schlesischen Armee, bestehend aus einem russischen Korps unter General von der Osten-Sacken und einem preußischen Korps unter General Yorck. Das Ergebnis war der Rückzug der Koalitionstruppen über die Marne bis Reims. Die Koalitionstruppen erlitten hohe Verluste, die napoleonischen Truppen nur geringe.

## Vorgeschichte
Am Vortage hatte Napoleon die beiden gleichen Korps der Schlesischen Armee in der Schlacht bei Montmirail zum Rückzug nach Norden gezwungen und insbesondere dem russischen Korps von der Osten-Sacken hierbei schwere Verluste zugefügt. In der Nacht waren die Koalitionstruppen auf verschlammten, grundlosen Wegen auf Château-Thierry gezogen. Dort hatte General Yorck bereits am Vortage seine schwere Artillerie zurückgelassen und ebenso einen erheblichen Teil seiner Truppen, die die Zeit dazu genutzt hatten, eine zweite (Schiffs-)Brücke zum Übergang über die Marne zu errichten.
General Yorck verbrachte die Nacht bei dem kleinen Dorf Viffort, wo am nächsten Morgen General Sacken zu ihm stieß. General Sacken war der dienstältere Offizier und hatte bei gemeinsamen Aktionen den Oberbefehl.
Napoleon ließ seine Truppen in dieser Nacht ruhen und verbrachte sie selbst in einem Bauernhof. Noch am Abend sandte er einen Kurier an Marschall MacDonald, der mit seinen Truppen bei Meaux, 51 km weiter westlich an der Marne stand, und wies diesen an, unverzüglich am Nordufer der Marne nach Château-Thierry zu marschieren, um den Koalitionstruppen den Übergang zu verwehren. MacDonald sollte aber zur Enttäuschung Napoleons nicht erscheinen.

## Gefechtsverlauf

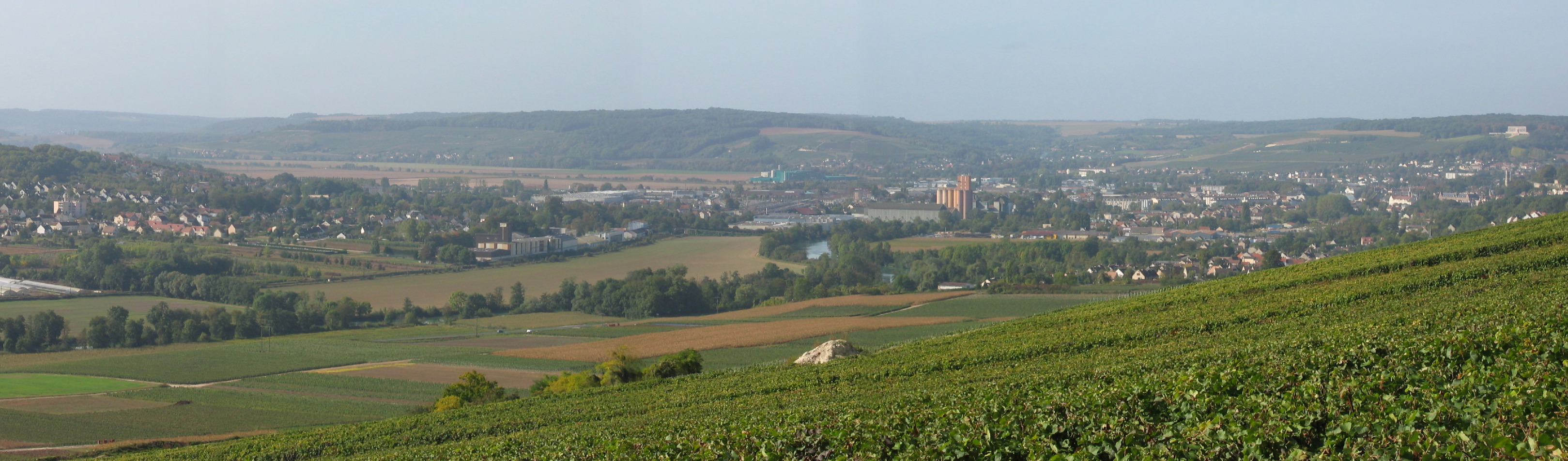
Das Marnetal bei Château-Thierry

Napoleon ließ seinen Truppen am Morgen des 12. Februar 1814 ausreichend Zeit, um sich zu versorgen. Erst gegen 10.00 Uhr stellte er ein neues Kavallerie-Korps von wenigstens 4000 Reitern zusammen, das er unter den Befehl des Marschall Ney stellte und den abziehenden Koalitionstruppen nachsandte. Diesen folgten dann ausgewählte Fußtruppen, darunter wenigstens eine Division der Alten Garde unter Marschall Mortier.
Yorck hatte mit seinen Truppen auf dringende Bitte Sackens hin die Deckung des gemeinsamen Rückzuges übernommen. Am Nordrand einer lang gestreckten Senke etwa 6 km südlich von Château-Thierry, in der ein Bach zur Marne fließt, hatte er mehrere Bataillone und seine Reservereiterei aufgestellt, insgesamt noch 24 Eskadrons, also 3.600 Reiter. Der restlichen preußischen Reiterei unter Katzler, die bis dahin die Nachhut gebildet hatte, war erlaubt worden, nach Château-Thierry und über die Marne abzuziehen. Verstärkt wurde Yorcks Mannschaft durch einige russische Truppen und insbesondere russische Kavallerie, die ihm Sacken ausdrücklich zugesagt hatte.
Als Napoleons vorrückende Truppen auf die preußischen trafen, begannen sie, diese im Osten zu umgehen. Als die Preußen diesem Umgehungsversuch entgegentraten, wurden sie von einem massiven Angriff der zahlenmäßig überlegenen französischen Kavallerie zurückgeworfen und mussten in Unordnung auf den Südhang des Marnetals zurückgehen. Die russische Reiterei trat zu keiner Zeit ins Gefecht ein und setzte sich nach Château-Thierry ab, um über die Marne zu gehen. Das Gleiche tat auch die preußische Reservekavallerie, soweit sie der französischen Kavallerie entkommen konnte. Die verbliebene Infanterie musste sich unter ständig wiederholten Angriffen der französischen Kavallerie und anhaltenden Verlusten, nur unterstützt von fünf Eskadrons Husaren (ein Regiment), nach Château-Thierry hinein retten. Danach fiel die französische Reiterei rund um Château-Thierry am Südufer der Marne über jene Infanterieeinheiten her, die sich nicht geschlossen wehrten oder schnell genug über die Marnebrücken entkamen, wodurch Preußen wie Russen weitere erhebliche Verluste zugefügt wurden und ihr Rückzug in Unordnung geriet. Erst spät konnten einige Geschütze der Koalitionstruppen vom nördlichen Marneufer her die französische Kavallerie auf Abstand halten.
Am Abend wurde die Schiffsbrücke von den Koalitionstruppen eingezogen und das Mittelteil der alten Marnebrücke verbrannt, indem ein brennender Kahn darunter gezogen wurde. Zurückgelassen wurden ein erheblicher Teil des Gepäcks, viele Munitionswagen und einige Geschütze, die im Schlamm stecken geblieben waren.
Der Rückzug über die Marne erfolgte nicht zuletzt deshalb langsam und ungeordnet, weil die Soldaten der Koalition sich nicht davon abhalten ließen, die Stadt, die zum größeren Teil am nördlichen Marneufer liegt, nach Lebensmitteln zu durchsuchen, und alles, was sie fanden, auf gestohlenen Bauernwagen mitgehen zu lassen.

## Die nächsten Tage

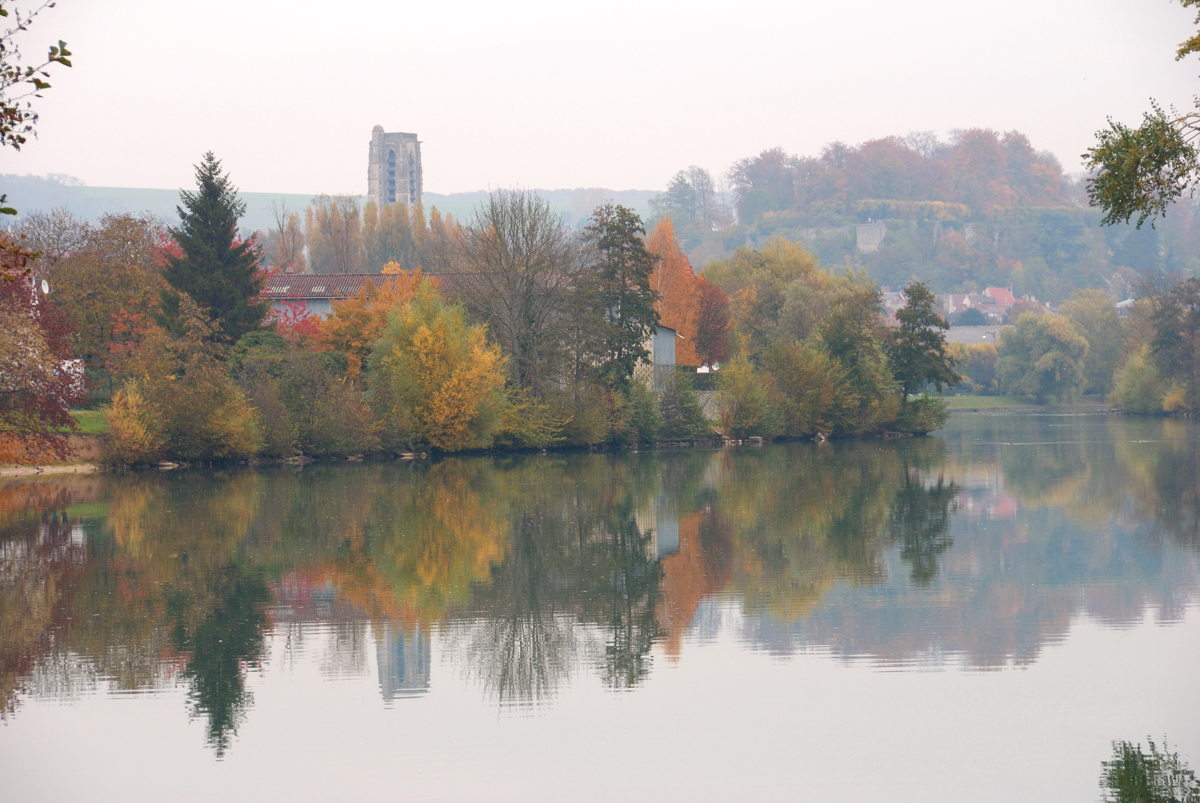
Die Marne bei Château-Thierry

### Instandsetzung der Marnebrücke
Auf dem nördlichen Marneufer war eine russische Einheit zurückgelassen worden, die am Morgen des 13. Februar 1814 mit ihrem Sperrfeuer zunächst verhinderte, dass die Marnebrücke sofort wiederhergestellt werden konnte. Dann gelang es einem einzelnen französischen Soldaten, die winterlich kalte Marne, auf der Eisschollen trieben, zu durchschwimmen, einen Kahn zu entwenden und diesen an das Südufer zu bringen. Auf diesem Kahn, und später weiteren, setzten französische Soldaten im Musketenfeuer der Russen Fahrt um Fahrt über die Marne und vertrieben die Russen erfolgreich vom Marneufer.
Napoleon, der selbst in Château-Thierry anwesend war, ließ daraufhin sofort die alte Brücke wieder instand setzen und auch die Schiffsbrücke wiederherstellen. Dann sandte er eine Einheit unter Marschall Mortier hinter den abziehenden Russen und Preußen her.

### Die Stimmung in der Region
Durch die rücksichtslosen Plünderungen hatten sich die Koalitionstruppen bei den Bürgern Château-Thierrys so verhasst gemacht, dass diese verwundete Russen oder Preußen, die sie noch in den Straßen der Stadt fanden, so, wie sie waren, in das eiskalte Wasser der Marne warfen. Auch bei der Instandsetzung ihrer Brücke halfen die Bürger Château-Thierrys aktiv und engagiert mit, insbesondere, indem sie das erforderliche Baumaterial herbeischafften. In der Stadt und der ganzen Region erhob sich Begeisterung über die Niederlage der Koalitionstruppen. Rundherum bewaffnete sich das Landvolk und unterstützte offen die napoleonischen Truppen: Wohin diese kamen, wurden ihnen Pferde und Wagen zur Unterstützung angeboten.
Yorck und Sacken hingegen war es tagelang nicht möglich, Berichte an ihren vorgesetzten Feldmarschall Blücher zu senden, da alle Kuriere abgefangen wurden und in Gefangenschaft gerieten. Yorck war immerhin so klug, bewaffnet aufgegriffene Bauern nicht zu bestrafen und dadurch die feindselige Stimmung im Lande nicht weiter anzuheizen.

### Der Zustand der Koalitionstruppen
Es war ein elender Zug von Russen und Preußen, der weit auseinandergezogen nach Norden zog und dessen Spitze zwei Tage später am 14. Februar 1814 im 58 km entfernten Reims eintraf. Unter den Preußen war jeder zweite krank oder konnte wegen schlechtem oder fehlendem Schuhwerk nicht mehr marschieren und bewältigte die Strecke nach Reims nur auf einem Bauernwagen.
In seinem ersten Bericht an Blücher schrieb Yorck:

„Ich kann nicht verhehlen, dass mein Korps im höchsten Grade fatiguirt (ermüdet) und die Fußbekleidung in dem traurigsten Zustand ist, so dass außerordentlich viele Leute zurückbleiben und ich fürchten muss, die Hälfte des Korps liegen zu lassen.“

In den nächsten Tagen versuchte Yorck überwiegend vergeblich, Besserung zu schaffen. In seinem ersten Tagesbefehl in Reims schilderte er offen die Missstände, die er zu tadeln hatte:

„Mit größtem Missfallen habe ich die ungeheure Vermehrung der Bagagen des Korps wahrgenommen: Eine unzählige Menge Landfuhrwerke sind mit Weinfässern, altem Fleisch, verdorbenem Brot, einzelnen Säcken, Weibern, Schuhkranken u.s.f. beladen.“

Napoleon folgte Yorck und Sacken mit dem Gros seiner Truppen nicht nach. Er hatte neue Meldungen von seinem Marschall Marmont vorliegen, der berichtete, dass Blücher mit zwei Korps von Bergères-lès-Vertus nach Westen aufgebrochen sei und ihn bedränge. Napoleon kehrte noch am 13. Februar 1814 nach Montmirail zurück zu seinem nächsten Schlag gegen Preußen und Russen.